# Fehérszájú iszapteknős
A fehérszájú iszapteknős (Kinosternon leucostomum) a hüllők (Reptilia) osztályába, a teknősök (Testudines) rendjébe és az iszapteknősfélék (Kinosternidae) családjába tartozó faj.

## Előfordulása
Mexikó, Nicaragua, Kolumbia, Ecuador és Peru területén honos. Bő növényzettel ellátott mocsarak, patakok, lagúnák és tavak lakója.

## Megjelenése
Sötétbarna ovális páncélja 15-17 centiméter.

## Életmódja
Mindenevő, növényi anyagokkal, vízi rovarokkal, rákokkal, csigákkal, férgekkel, halakkal, kétéltűekkel (többnyire ebihalakkal), hüllőkkel, emlősökkel táplálkozik, de a döghús is eszi.